# Вильдпфердебан
Вильдпфердебан (нем. Wildpferdebahn)— частный герцогский заповедник в Германии близ города Дюльмена в районе Косфельд в Вестфалии. Заповедник занимает около 400 гектаров огороженного леса. В заповеднике обитает единственный в Европе табун одичавших лошадей численностью около 400 голов. Табун состоит из кобылиц. Жеребца подселяют в заповедник только на несколько месяцев в году. Табун развивается в лесу по правилам естественного отбора без медицинской помощи и контактов с людьми. Владельцем заповедника является Рудольф Карл Руппрехт де Крой-Дюльмен (Rudolf Carl Rupprecht de Croÿ-Dülmen, род. 1955), 15-й герцог фон Крой, проживающий в Дюльмене.
Первое упоминание о диких лошадях в этих местах датировано 1316 годом. До создания заповедника табун диких лошадей обитал в Мерфельдской топи (Merfelder Bruch), из-за охоты им грозило вымирание. По приказу герцога Альфреда фон Крой около 30 диких лошадей были выловлены и поселены в загоне в Мерфельде. Заповедник создан его сыном, герцогом Рудольфом фон Крой. Первоначальная площадь заповедника составляла 200 гектаров, затем была увеличена вдвое. В начале XX века начато регулирование численности табуна путём отлова жеребцов-однолеток. В 1907 году было впервые проведено шоу ловли диких лошадей перед зрителями.
Ежегодно в конце мая в заповеднике отлавливают жеребцов-однолеток перед глазами около 12 тысяч зрителей. Ловцами выступают жители соседних деревень под руководством главного герцогского лесничего (Oberförster). Жеребцов-однолеток отлавливают для контроля популяции и продают на аукционе. Дикие лошади имеют серый мышиный окрас. Встречаются торфяные и рыже-жёлтые оттенки, оставленные жеребцами английских пони, тарпановидных лошадей, а также лошадей Пржевальского. Дюльменская дикая порода — лошади невысокие, неприхотливые, выносливые и сильные. Рост около 135 см. Жеребцы используются для обучения верховой езде детей или для упряжек. Раньше жеребцов использовали в качестве рабочих лошадей на шахтах или в сельском хозяйстве.

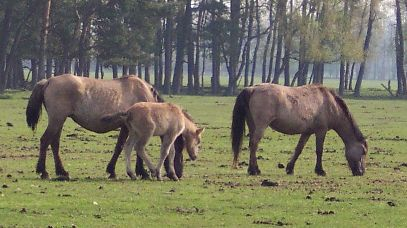
Дюльменские дикие лошади[англ.] в Мерфельдской топи
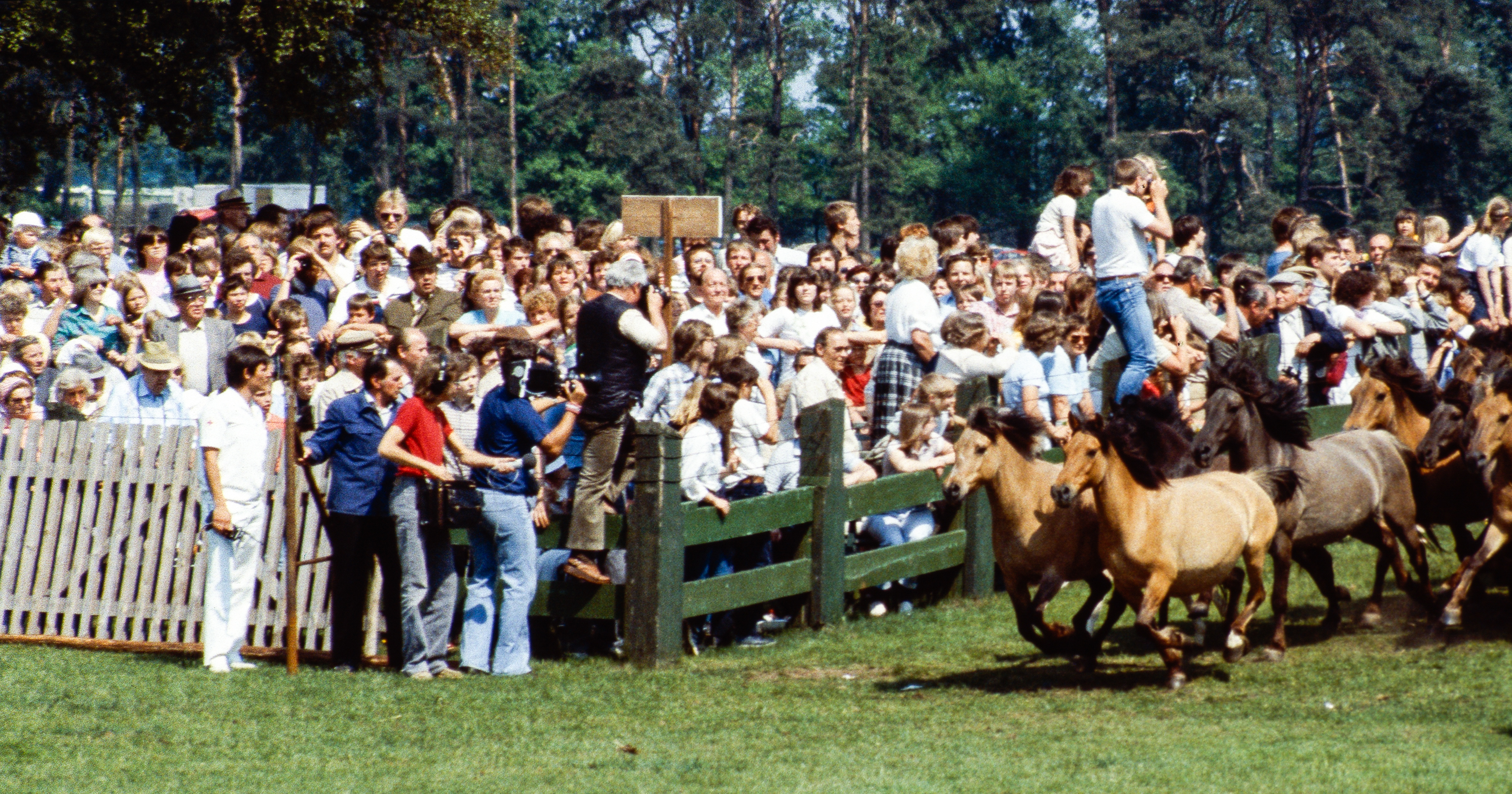
Шоу Wildpferdefang в 1982 году
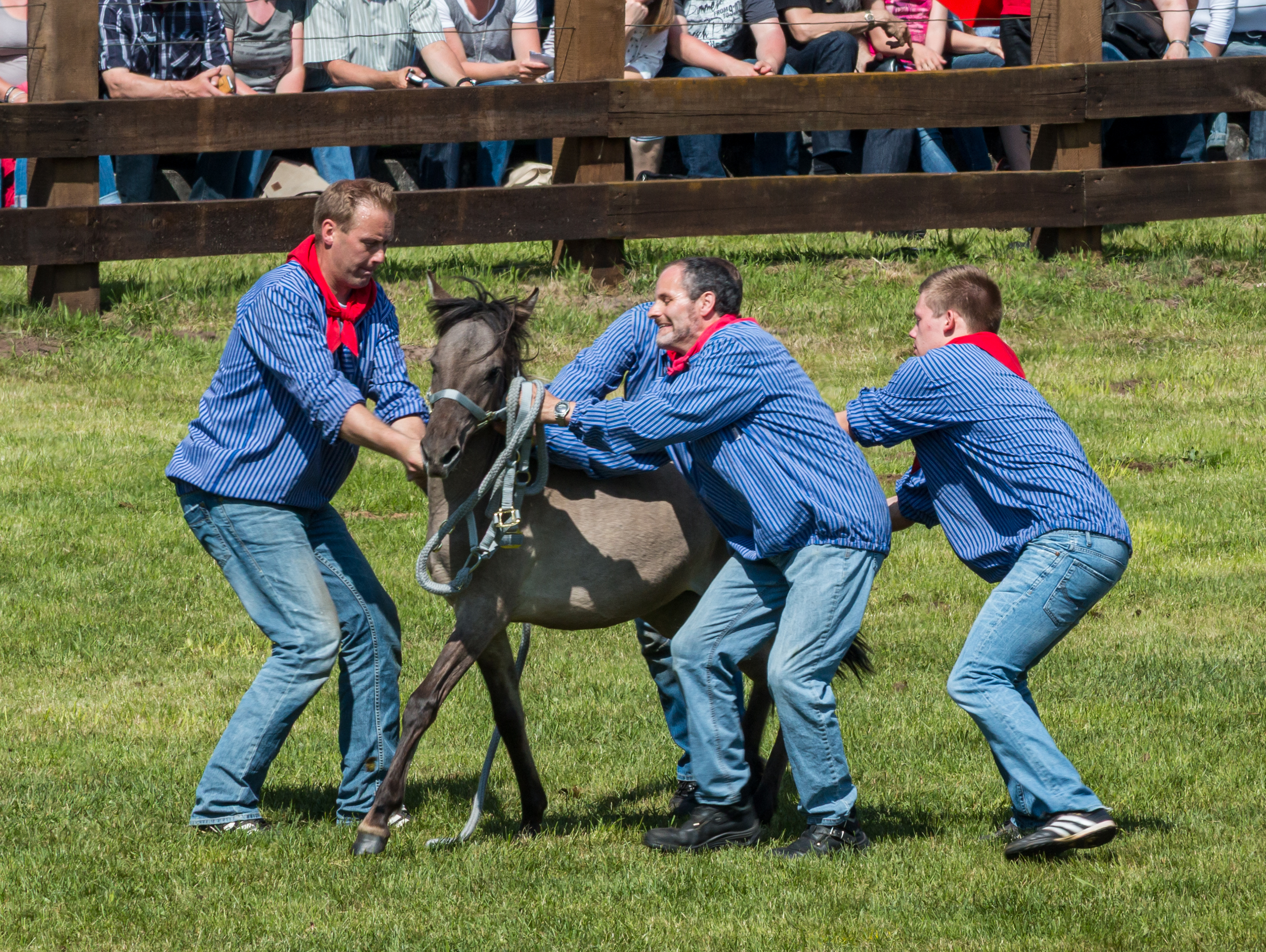
Шоу Wildpferdefang в 2014 году